# A Tortured Heart
A Tortured Heart (o The Tortured Heart) è un film muto del 1916 sceneggiato e diretto da Will S. Davis.

## Produzione
Il film fu prodotto dalla Fox Film Corporation.

## Distribuzione
Il copyright del film, richiesto da William Fox, fu registrato il 16 luglio 1916 con il numero LP8716.
Distribuito dalla Fox Film Corporation, il film uscì nelle sale cinematografiche USA il 16 luglio 1916.